# Stigmella quercipulchella
Stigmella quercipulchella là một loài bướm đêm thuộc họ Nepticulidae. Nó được tìm thấy ở Kentucky, Ohio, Pennsylvania, Illinois và Ontario.
Có hai lứa trưởng thành một năm.

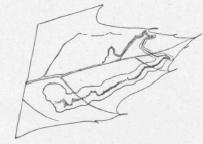
Mine

Ấu trùng ăn Quercus species, bao gồm Quercus palustris, Quercus marilandica và Quercus rubra.Chúng ăn lá nơi chúng làm tổ.